# Loonschaal
Een loonschaal, salarisschaal, salarisklasse, salarisgroep of barema (België) is een bandbreedte waarbij het arbeidsloon ligt tussen een minimum- en maximumbedrag. Door het toekennen van periodieke verhogingen, ook wel periodieken genoemd, kan de werknemer doorgroeien van het minimum naar het maximum.
Veelal geldt een loonschaal op basis van een gelijke functiewaardering voor meerdere functies, die dan als functiegroep aan deze schaal worden gekoppeld. Zo kunnen meerdere functiegroepen en daarmee de loontabel van het gehele loongebouw worden bepaald. Dit maakt deel uit van de beloningssystematiek van een werkgever.
Vaak wordt in een collectieve arbeidsovereenkomst de loontabel vastgelegd die voor de betreffende bedrijfstak geldt. Op bedrijfs- of sectorniveau kan dan (indien gewenst) een hogere loontabel overeengekomen worden.

## Salarisgroei binnen een schaal
Salarisgroei binnen een loonschaal kan op verschillende manieren plaatsvinden. Deze groei resulteert in een nieuwe relatieve salarispositie (RSP). Deze RSP wordt uitgedrukt als percentage van het maximumsalaris.
De salarisgroei kan afhankelijk zijn van de dienstjaren, ook wel anciënniteit, functiejaren of ervaringsjaren genoemd. In dat geval stijgt het salaris met vooraf bepaalde percentages van het maximumsalaris of het actuele salaris. Soms is het percentage daarbij afhankelijk van de relatieve salarispositie.
Gebruikelijker is om naast de functiejaren een koppeling te maken met de beoordeling van de werknemer. Wanneer de werknemer slecht functioneert, ontvangt deze geen periodieke verhoging. Functioneert de werknemer voldoende, dan ontvangt deze wel een periodieke verhoging. In sommige bedrijven/bedrijfstakken ontvangt de werknemer bij zeer goed functioneren twee of meer periodieke verhogingen. Een hier op lijkend systeem is een systeem waarbij de werknemer binnen een schaal groeit door middel van procentuele verhogingen; de salarisgroei kan dan - wederom afhankelijk van de beoordeling - variëren van bijvoorbeeld 0% tot 10%.
Bij prestatiegericht belonen kan sprake zijn van een uitloop boven het maximumsalaris, tijdelijk of permanent.

## Koppeling aan functieniveau
In het algemeen is de loonschaal waar een werknemer in geplaatst is, gekoppeld aan het niveau van de functie die de werknemer uitoefent. Soms hangt het aantal periodieken af van de functiezwaarte. In dat geval wordt ervan uitgegaan dat men bij eenvoudiger werk minder lang nodig heeft om volledige bekwaamheid die bij de functie hoort te bereiken, ook wel vakvolwassenheid genoemd.
Wanneer een werknemer promotie maakt, zal deze in een hogere loonschaal geplaatst worden. Hier hoeft niet direct een hoger salaris aan gekoppeld te zijn, maar veelal zal het salarisperspectief van de werknemer wel gunstiger zijn, doordat in de hogere loonschaal extra periodieke verhogingen beschikbaar zijn.